# Майшуване
Майшуване (на немски: maisch – озахарен малц) е основен технологичен процес в пивоварството, създаващ подходящи температурни условия за преминаване на разтворимите вещества на малца в разтвора, както и за разграждане на високомолекулните вещества под действието на ензимната система на малца.
Майшуването, се провежда след смесването на малца с вода, и формирането на т.нар. малцова каша. Водата осигурява възможност за действие на ензимите, както и условия някои вещества да преминат в разтворима форма.
Самият процес представлява поддържането на определени температури на малцовата каша за определено време. Разградените вещества преминават в разтворима форма и формират екстракта на пивната мъст. Ензимните системи, извършващи тези процеси могат да действат най-добре само при оптимални за тях условия – температура, рН и други. Този важен технологичен процес се провежда в смесително-озахарителни апарати, даващи възможност за загряване и непрекъснато разбъркване на малцовата каша. Тези апарати са част от т.нар.варилна инсталация.